# Odwróceni. Ojcowie i córki
Odwróceni. Ojcowie i córki – polski serial sensacyjny emitowany na antenie TVN od 25 lutego do 15 kwietnia 2019, będący kontynuacją serialu Odwróceni z 2007 r.
Plan zdjęciowy zlokalizowano w Warszawie i okolicach oraz na Suwalszczyźnie (Augustów, Stańczyki). Okres zdjęciowy trwał od 29 sierpnia do 6 grudnia 2018.

## Fabuła
Mija kilkanaście lat. „Blacha” i Sikora nie utrzymują ze sobą kontaktu. Członkowie grupy pruszkowskiej przebywają na wolności, bo odsiedzieli już zasądzone wyroki, jednak „Stary Pruszków” nie istnieje. Ten, który go zlikwidował – komisarz Paweł Sikora wiedzie spokojne życie emeryta. Jego córka Lidka poszła w ślady ojca i jest policjantką w Komendzie Stołecznej. Odwrócony przez Sikorę gangster Jan „Blacha” Blachowski stał się biznesmenem, literatem i jedynym na świecie świadkiem koronnym celebrytą. Wydał kilkanaście książek o mafii, spijając śmietankę dawnej złej sławy. Jego córka Kasia skończyła z wyróżnieniem prawo. Nierozwiązane wydarzenia z przeszłości niespodziewanie wracają do bohaterów. Śledztwo w sprawie serii brutalnych morderstw, które mogą mieć związek z przeszłością „Blachy” i Sikory prowadzi Lidka razem ze swoim partnerem w policji Latą. Komisarz-emeryt Paweł Sikora i gangster-literat „Blacha” muszą znów zacząć współpracować żeby przeżyć. Obaj doświadczą lęku o własne dzieci.

## Obsada aktorska
- Robert Więckiewicz – Jan Blachowski, ps. „Blacha”
- Artur Żmijewski – Paweł Sikora, emerytowany policjant
- Eliza Rycembel – Katarzyna Blachowska, córka „Blachy” i Miry, prawniczka
- Joanna Balasz – Lidia Grześkowiak (zd. Sikora), córka Pawła, podkomisarz w Komendzie Stołecznej Policji
- Tomasz Schuchardt – policjant Lato, partner służbowy Lidki (odc. 1-7)
- Małgorzata Foremniak – Mira Kozłowska (primo voto Blachowska), była żona „Blachy”
- Anna Dereszowska – Laura Cyganik (primo voto Różycka), żona „Cygi”, wdowa po „Skalpelu”
- Wojciech Zieliński – Arkadiusz Cyganik, ps. „Cyga” (odc. 1-4, 8)
- Andrzej Zieliński – Andrzej Basiak, ps. „Mnich”
- Andrzej Grabowski – Jarosław Kowalik, ps. „Kowal” (odc. 1, 2, 6)
- Janusz Chabior – Ryszard Nowak, ps. „Rysiek”, wspólnik „Kowala” (odc. 2, 3, 6)
- Olaf Lubaszenko – prokurator Adam Gołąbek (odc. 2-8)
- Mirosław Zbrojewicz – podkomisarz Skuciński „Skucha”, ochroniarz „Blachy” z ramienia Programu Ochrony Świadków
- Adam Nawojczyk – naczelnik w Komendzie Stołecznej Policji
- Tomasz Ziętek – Daniel Krajewski, wspólnik „Cygi”, narzeczony Kasi
- Marcel Sabat – Marek Czerski, wspólnik „Cygi”
- Bartosz Gelner – Karol Iwaniszczuk, wspólnik „Cygi”
- Małgorzata Mikołajczak – Patrycja Blachowska, obecna żona „Blachy”
- Tomasz Schimscheiner – Grzegorz Kozłowski, mąż Miry
- Marcin Sitek – mąż Lidki
- Witold Dębicki – profesor prawa na Uniwersytecie Warszawskim, promotor Katarzyny Blachowskiej
- Zdzisław Kuźniar – doktor Jacek Mucha, uczestnik spotkań psychoterapeutycznych

## Spis serii
| Seria | Seria | Sezon       | Odcinki | Premiera serii | Finał serii      | Pora emisji        | Średnia oglądalność |
| ----- | ----- | ----------- | ------- | -------------- | ---------------- | ------------------ | ------------------- |
|       | 1.    | wiosna 2019 | 1–8 (8) | 25 lutego 2019 | 15 kwietnia 2019 | poniedziałek 21.30 | 1 372 829           |